# Harry Keough
Harry Joseph Keough (St. Louis (Missouri), 14 de novembro de 1927 - 7 de fevereiro de 2012) foi um futebolista estadunidense que atuava como defensor.

## Carreira
Harry Keough fez parte do elenco da Seleção Estadunidense de Futebol, na Copa do Mundo de 1950.